# Chaudfontaine
Chaudfontaine (wa. Tchôfontinne, hist. Hedenborn) – miejscowość i gmina (commune) uzdrowiskowa w Belgii, w Regionie Walońskim, w prowincji Liège, w okręgu Liège. 1 stycznia 2024 roku liczyła 20 600 mieszkańców.

## Podział administracyjny
W skład gminy wchodzą trzy dzielnice (section):
- Beaufays
- Embourg
- Vaux-sous-Chèvremont